# Henri Bernstein
Henry Léon Gustave Charles Bernstein (ur. 20 czerwca 1876 w Paryżu, zm. 27 listopada 1953 tamże) – francuski dramaturg, przedstawiciel teatru bulwarowego. Sławę przyniósł mu mieszczański dramat pt. Złodziej wydany w 1906. W latach 1926–1939 był dyrektorem Théâtre du Gymnase Marie Bell w Paryżu.